# Hundsbach (Schletterbach)
Der Hundsbach (Ruisseau le Hundsbach) ist ein etwa 500 m langer rechter Zufluss des Schletterbaches im Département Bas-Rhin in der Region Grand Est.

## Verlauf
Der Hundsbach entspringt auf einer Höhe von etwa 198 m im Bergwald nordöstlich von Frœschwiller in den Nordvogesen. Er fließt in nordöstlicher Richtung durch eine Wiesenlandschaft und mündet schließlich südöstlich von Langensoultzbach auf einer Höhe von ungefähr 191 m von rechts in den Schletterbach.